# Mike West
Mike West (Canadá, 31 de agosto de 1964) es un nadador canadiense retirado especializado en pruebas de estilo espalda, donde consiguió ser medallista de bronce olímpico en 1984 en los 100 metros.

## Carrera deportiva
En los Juegos Olímpicos de Los Ángeles 1984 ganó la medalla de bronce en los 100 metros espalda, con un tiempo de 56.49 segundos, llegando a meta tras los estadounidenses Richard Carey y Dave Wilson; y en cuanto a las pruebas de equipo, ganó la plata en los relevos de 4x100 metros estilos (nadando el largo de espalda) con un tiempo de 3:43.23 segundos, tras Estados Unidos y por delante de Australia.